# Lonicera dioica
Lonicera dioica är en kaprifolväxtart som beskrevs av Carl von Linné. Lonicera dioica ingår i släktet tryar, och familjen kaprifolväxter. Utöver nominatformen finns också underarten L. d. dioica.

## Bildgalleri

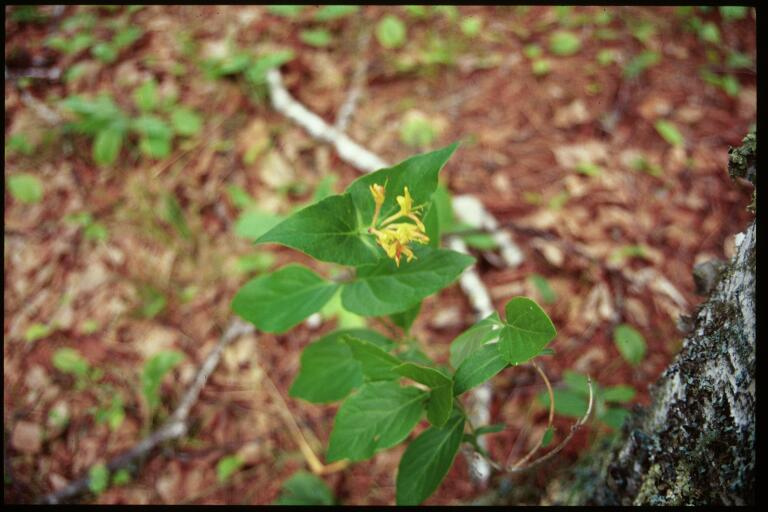
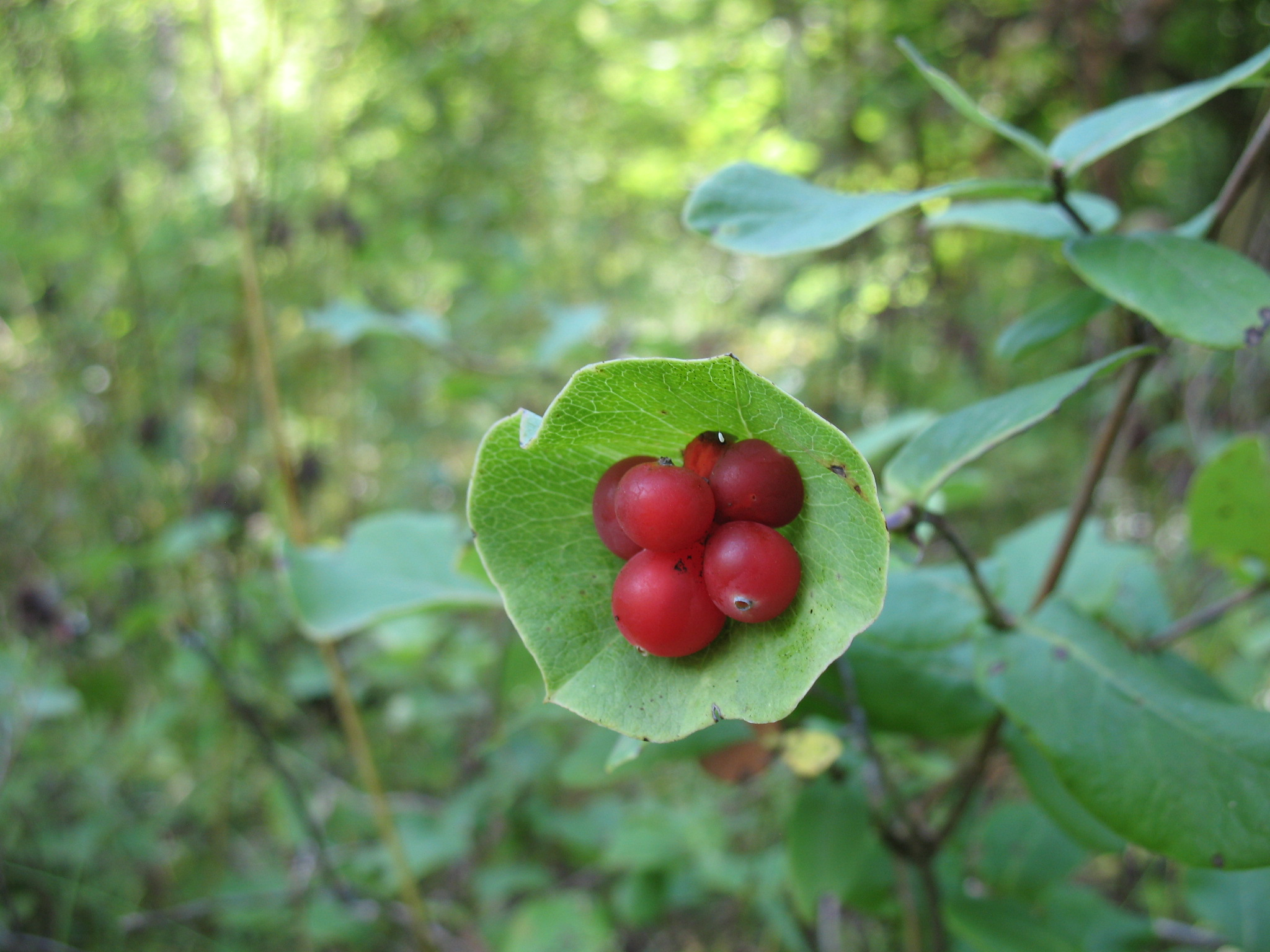
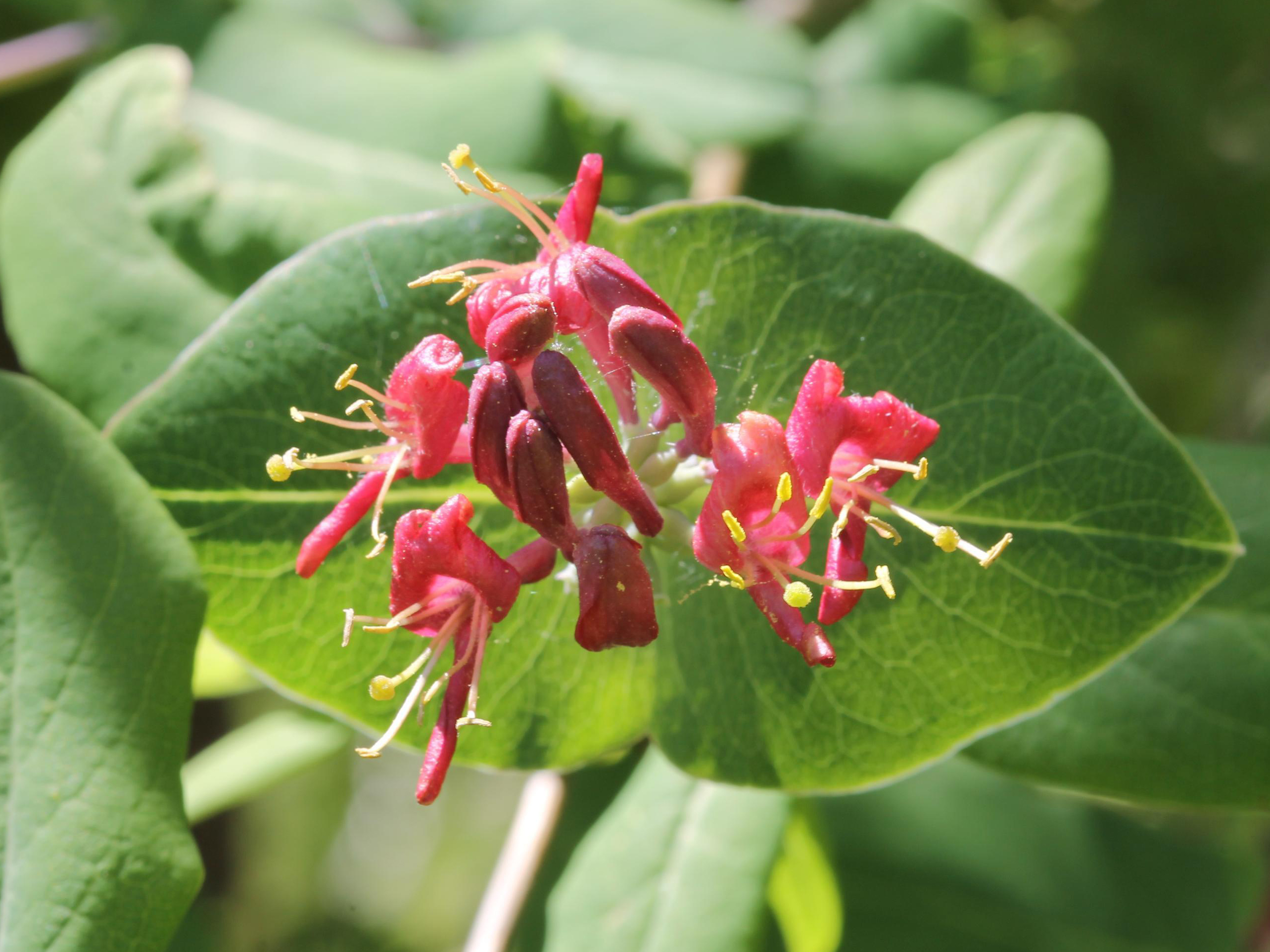
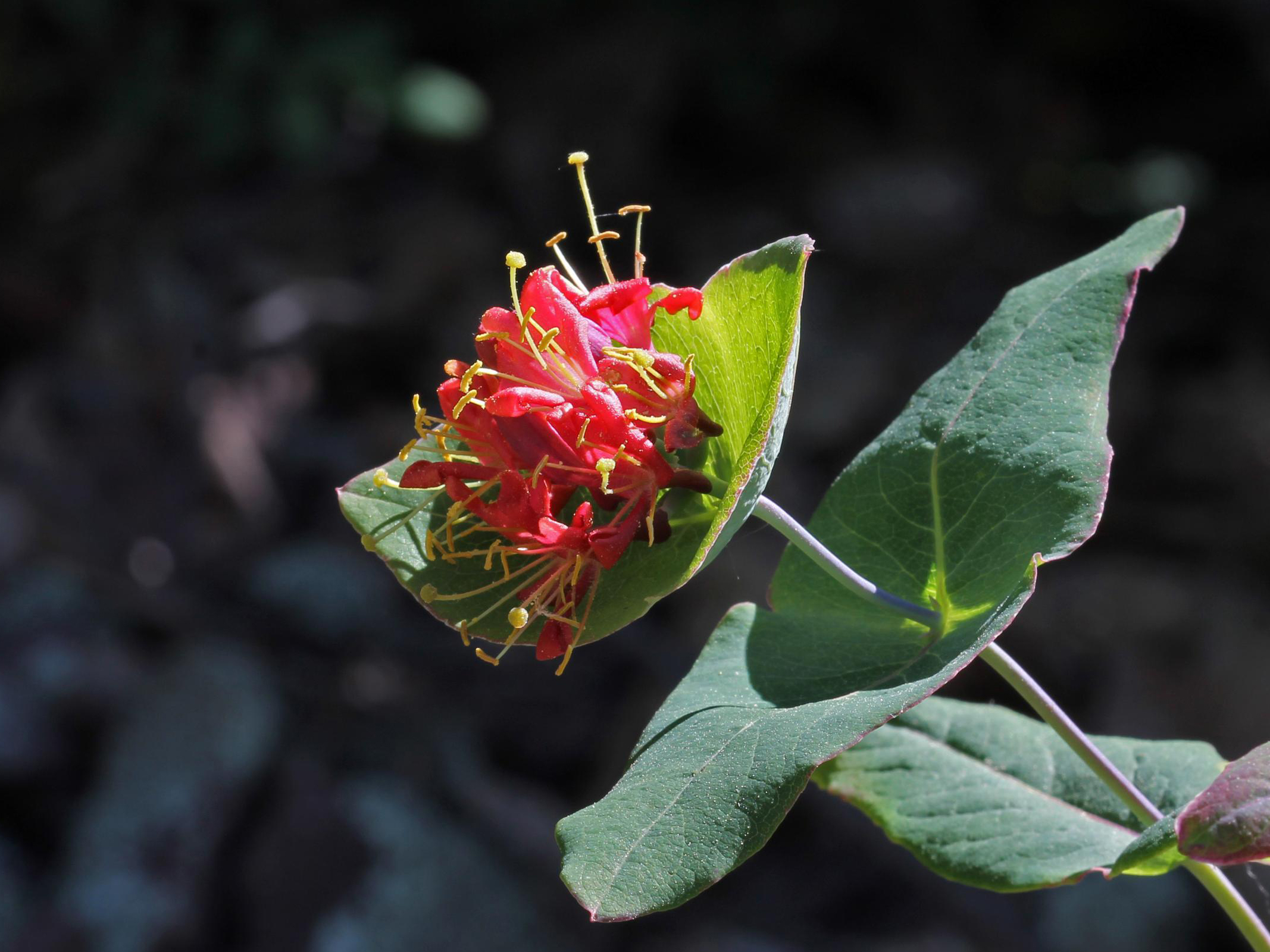
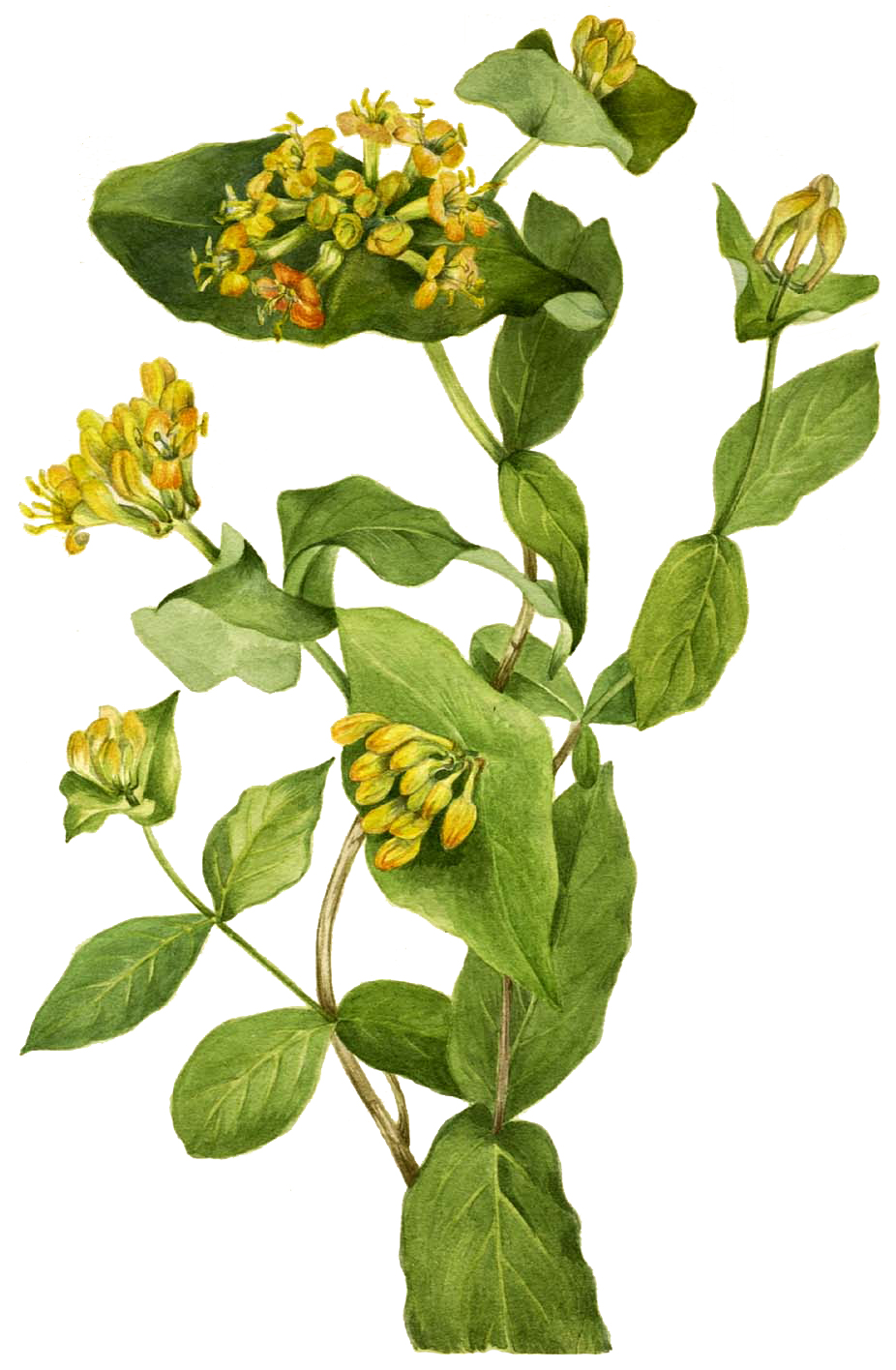
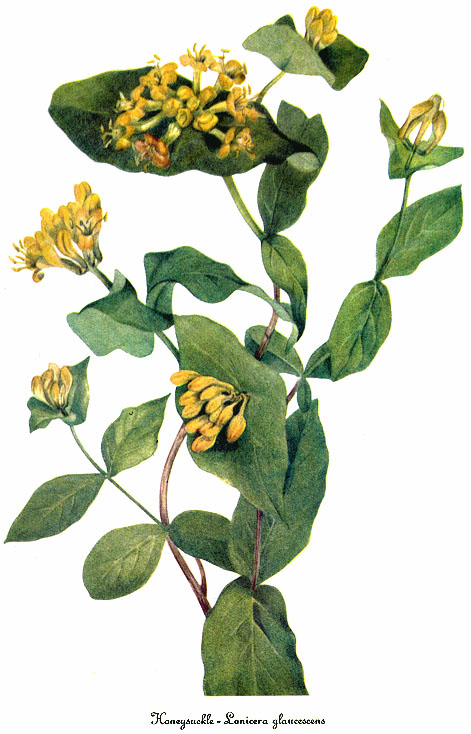